# Thần tượng âm nhạc Việt Nam - Vietnam Idol (mùa 4)
Mùa thứ tư của chương trình Thần tượng âm nhạc Việt Nam được phát sóng trên kênh VTV3 từ ngày 17 tháng 8 năm 2012. Năm nay có một số thay đổi lớn trong cấu trúc của chương trình: ca sĩ Mỹ Tâm tham gia hàng ngũ ban giám khảo thay thế cho Siu Black, trong khi nhạc sĩ Quốc Trung và đạo diễn Nguyễn Quang Dũng vẫn tiếp tục làm giám khảo. Huy Khánh là người dẫn chương trình. Người chiến thắng sẽ nhận được 600 triệu đồng tiền mặt, 1 năm giới thiệu trên kênh MTV Việt Nam cũng như hỗ trợ cho việc thực hiện một video âm nhạc từ kênh.

## Các vòng thi

### Vòng Audition
Thử giọng bắt đầu ngày 4 tháng 7 năm 2012 tại Đà Nẵng và tiếp tục ở nhiều thành phố và thị trấn ở Việt Nam. Tuy nhiên, sẽ chỉ có 60 vé vàng được đưa ra trong buổi thử giọng.
- Giám khảo vòng Audition: Quốc Trung, Mỹ Tâm, Nguyễn Quang Dũng

| Tỉnh/thành phố        | Lần 1                  | Lần 2                  | Địa điểm                                                                         |
| --------------------- | ---------------------- | ---------------------- | -------------------------------------------------------------------------------- |
| Huế                   | 1 tháng 7 năm 2012     | —                      | Indochine Palace Hotel                                                           |
| Thái Nguyên           | 1 tháng 7 năm 2012     | —                      | Khách sạn Thái Nguyên                                                            |
| Đà Nẵng               | 4-5 tháng 7 năm 2012   | —                      | Cung thể thao Tiên Sơn                                                           |
| Hải Phòng             | 7 tháng 7 năm 2012     | —                      | Khách sạn Hoàng Long                                                             |
| Hà Nội                | 11-12 tháng 7 năm 2012 | 12-14 tháng 7 năm 2012 | Sân vận động Mỹ Đình                                                             |
| Nha Trang             | 18 tháng 7 năm 2012    | —                      | Sheraton Nha Trang Hotel & Spa                                                   |
| Đà Lạt                | 18 tháng 7 năm 2012    | —                      | Ana Mandara Villas Dalat Resort & Spa                                            |
| Cần Thơ               | 20 tháng 7 năm 2012    | —                      | Khách sạn Chương Dương                                                           |
| Mỹ Tho                | 20 tháng 7 năm 2012    | —                      | Diamond Palace                                                                   |
| Thành phố Hồ Chí Minh | 21-23 tháng 7 năm 2012 | 23-25 tháng 7 năm 2012 | Đại học Tôn Đức Thắng (Phân hiệu Tân Phong) (Sơ loại) Riverside Palace (Gọi lại) |

### Vòng Nhà hát
60 thí sinh đã được chọn vào vòng nhà hát ở Thành phố Hồ Chí Minh. Sau phần thi đơn ca với Piano, 32 thí sinh còn lại và được chia làm 8 nhóm để bước vào phần thi hát nhóm. Giám khảo chọn ra Top 16, bao gồm 8 nữ và 8 nam cho vòng Studio.

#### 1. Vòng đơn ca với Piano
- Giám khảo phần thi hát đơn ca với Piano: Quốc Trung, Mỹ Tâm, Lê Nam Khánh

| Thứ tự | Thí sinh               | Bài hát dự thi (Sáng tác)              |
| ------ | ---------------------- | -------------------------------------- |
| 1      | Ya Suy                 | Nơi tình yêu bắt đầu (Tiến Minh)       |
| 2      | Nguyễn Thị Bảo Trâm    | Cô gái đến từ hôm qua (Trần Lê Quỳnh)  |
| 3      | Nguyễn Thị Bảo Châu    | Em về tinh khôi (Quốc Bảo)             |
| 4      | Nguyễn Hương Giang     | Xích lô (Võ Thiện Thanh)               |
| 5      | Hoàng Quyên            | Những lời buồn (Đức Trí)               |
| 6      | Nguyễn Anh Quân        | Hè muộn (Dương Thụ)                    |
| 7      | Trần Thị Tố Ny         | Không gian ba chiều (Nguyễn Hải Phong) |
| 8      | Nguyễn Thanh Hưng      | Nhớ (Nguyễn Thanh Hưng)                |
| 9      | Đinh Đức Thảo          | Gánh hàng rau (Hồ Hoài Anh)            |
| 10     | Nguyễn Duy Khánh       | Bão đêm (Microwave)                    |
| 11     | Nguyễn Thị Thu Hà      | Anh (Xuân Phương)                      |
| 12     | Cao Thanh Thảo My      | Nắng chờ (Anh Minh)                    |
| 13     | Ngô Duy Khiêm          | Không (Nguyễn Ánh 9)                   |
| 14     | Trần Trọng Thùy Đan    | Đi thôi (Thùy Hoàng Diễm)              |
| 15     | Trần Thanh Huyền       | Trót yêu anh rồi (Đức Trí)             |
| 16     | Đinh Thị My Hoàn       | Cho nhau một nụ cười (Minh Châu)       |
| 17     | Dương Mạc Yến My       | Giận anh (Đức Trí)                     |
| 18     | Cù Huyền Trang         | Thu cạn (Giáng Son)                    |
| 19     | Trần Huỳnh Thanh Trúc  | Giận anh (Đức Trí)                     |
| 20     | Phan Nguyễn Linh Chi   | Tôi tìm thấy tôi (Đức Trí)             |
| 21     | Nguyễn Thùy Hoàng Diễm | Không có người (Thanh Tâm)             |
| 22     | Nguyễn Thị Lệ Ngọc     | Em vẫn nhớ (Phạm Thanh Hà)             |

(*) Các phần thi của các thí sinh khác trong Top 60 không được phát sóng vì thời lượng có hạn

#### 2. Vòng hát nhóm
- Giám khảo phần thi hát nhóm: Quốc Trung, Mỹ Tâm, Nguyễn Quang Dũng

| Thứ tự | Tên nhóm           | Bài hát (Sáng tác)                                    | Thí sinh được chọn trong nhóm                         | Thí sinh bị loại trong nhóm                                            |
| ------ | ------------------ | ----------------------------------------------------- | ----------------------------------------------------- | ---------------------------------------------------------------------- |
| 1      | Anto Girls         | Chuyện tình (Anh Quân)                                | Hoàng Quyên, Cao Thanh Thảo My, Trần Huỳnh Thanh Trúc | Trần Thị Tố Ny                                                         |
| 2      | Caro               | Nơi ấy (Hà Okio)                                      | Nguyễn Thanh Tùng, Biện Tấn Phát                      | Vũ Ngọc Linh                                                           |
| 3      | Bụi                | Nếu chỉ sống một ngày (Anh Tuấn)                      | Nguyễn Duy Khánh, Đinh Đức Thảo, Nguyễn Anh Quân      | Nguyễn Đức Trường Giang                                                |
| 4      | Mario              | Cảm ơn cuộc đời (Xuân Phương)                         | Ya Suy, Phạm Hồng Phước, Nguyễn Thanh Hưng            | Nguyễn Thái Quang                                                      |
| 5      | Đường cong         | Sóng (Võ Thiện Thanh)                                 | Nguyễn Hương Giang, Trần Thanh Huyền, Lê Huệ Thương   | Nguyễn Thị Lệ Ngọc                                                     |
| 6      | Đam Mê             | Bay (Nguyễn Hải Phong)                                | Nguyễn Thị Bảo Trâm, Nguyễn Thị Thu Hà                | Đinh Thị My Hoàn, Trần Trọng Thùy Đan Nguyễn Thị Mai Phương            |
| 7      | Tóc Mây            | Và em có anh (Nhạc: Lee Han Boem. Lời Việt: Quốc Bảo) | Không                                                 | Cù Huyền Trang, Nguyễn Thị Bảo Châu Ngô Thị Thanh Huyền, Hồng Kim Hạnh |
| 8      | 4 anh em siêu nhân | Những nụ hôn rực rỡ (Võ Thiện Thanh)                  | Không                                                 | Lê Vũ Phương, Trần Thái Trí, Ngô Duy Khiêm, Đinh Công Phụng            |

### Vòng Studio
Vòng Studio được chia làm 2 phần: Studio 1 (Top 8 nam) và Studio 2 (Top 8 nữ). Các thí sinh sẽ trình diễn trực tiếp ca khúc với ban nhạc và sự tư vấn chọn bài của giám đốc âm nhạc Huy Tuấn. Vòng này khán giả có quyền nhắn tin bình chọn cho thí sinh mình yêu thích để giúp họ giành 4 vé vào vòng gala.
Sau vòng này, đêm công bố Top 10 với nguyên tắc: 2 thí sinh nam và 2 thí sinh nữ được khán giả bình chọn nhiều nhất, cùng với 2 thí sinh nam và 2 nữ được ban giám khảo chọn sẽ tiến thẳng vào vòng gala. Và 4 thí sinh có số phiếu bình chọn thấp nhất phải chia tay với chương trình. 2 trong 4 thí sinh còn lại sẽ được ban giám khảo trình diễn sau khi nghe 4 người trình bày ca khúc do mình tự chọn.
Kết quả vòng Studio được công bố vào ngày 28 tháng 9. Các thí sinh do được khán giả và ban giám khảo chọn được tiến thẳng vào vòng gala.
- Giám khảo vòng Studio: Quốc Trung, Mỹ Tâm, Nguyễn Quang Dũng

Chú giải về màu sắc:

#### 1. Nam
| Thứ tự | Thí sinh          | Bài hát (Sáng tác)                            | Kết quả   |
| ------ | ----------------- | --------------------------------------------- | --------- |
| 1      | Nguyễn Duy Khánh  | Góc tối (Nguyễn Hải Phong)                    | Bị loại   |
| 2      | Đinh Đức Thảo     | Lời nhắn số 4 (Hồ Hoài Anh)                   | Vé vớt    |
| 3      | Nguyễn Thanh Hưng | Thuộc về em (Nguyễn Thanh Hưng)               | Vé vớt    |
| 4      | Nguyễn Thanh Tùng | Vệt nắng cuối trời (Tiến Minh)                | Vào trong |
| 5      | Biện Tấn Phát     | Nếu điều đó xảy ra (Ngọc Châu)                | Bị loại   |
| 6      | Ya Suy            | Trái tim bên lề (Phạm Khải Tuấn)              | Vào trong |
| 7      | Phạm Hồng Phước   | Nói chung là... (Chuyện thằng say) (Anh Tuấn) | Vào trong |
| 8      | Nguyễn Anh Quân   | Ngày tắt (Dương Trường Giang)                 | Vào trong |

#### 2. Nữ
| Thứ tự | Thí sinh              | Bài hát (Sáng tác)                                  | Kết quả   |
| ------ | --------------------- | --------------------------------------------------- | --------- |
| 1      | Nguyễn Thị Thu Hà     | Đường về xa xôi (Thanh Bùi)                         | Bị loại   |
| 2      | Nguyễn Thị Bảo Trâm   | Phố nghèo (Trần Tiến)                               | Vào trong |
| 3      | Trần Huỳnh Thanh Trúc | Chới với tôi ru tôi (Hồ Hoài Anh)                   | Vào trong |
| 4      | Lê Huệ Thương         | Cảm ơn tình yêu tôi (Phương Uyên)                   | Bị loại   |
| 5      | Cao Thanh Thảo My     | Đi thôi (Thùy Hoàng Diễm)                           | Vé vớt    |
| 6      | Nguyễn Hương Giang    | Trò đùa tạo hóa (Nguyễn Hồng Thuận)                 | Vào trong |
| 7      | Hoàng Quyên           | Và em có anh (Nhạc: Lee Han Boem. Lời Việt: Mỹ Tâm) | Vào trong |
| 8      | Trần Thanh Huyền      | Có nhớ đêm nào (Khánh Băng)                         | Vé vớt    |

#### 3. Vòng vé vớt
| Thứ tự | Thí sinh          | Bài hát (Sáng tác)                 | Kết quả   |
| ------ | ----------------- | ---------------------------------- | --------- |
| 1      | Trần Thanh Huyền  | Nỗi lòng (Nguyễn Văn Khánh)        | Bị loại   |
| 2      | Cao Thanh Thảo My | Một ngày mới (Hùng Lân, Hoàng Anh) | Vào trong |
| 3      | Đinh Đức Thảo     | Vì đời (Quái vật tí hon)           | Bị loại   |
| 4      | Nguyễn Thanh Hưng | Để dành (Nguyễn Xinh Xô)           | Vào trong |

#### 4. Danh sách Top 10 chung cuộc
| Thứ tự | Tên thí sinh          | Ngày tháng năm sinh | Quê quán    | Ghi chú                                    |
| ------ | --------------------- | ------------------- | ----------- | ------------------------------------------ |
| 1      | Hoàng Lệ Quyên        | 19/10/1992          | Thái Nguyên | Học trò của NS Lê Minh Sơn                 |
| 2      | Nguyễn Thị Bảo Trâm   | 07/10/1992          | Bắc Giang   | SV Đại học Kinh tế Quốc dân Hà Nội         |
| 3      | Cao Thanh Thảo My     | 09/04/1995          | Hà Nội      | Missteen 2011 SV Học viện âm nhạc Quốc gia |
| 4      | Nguyễn Anh Quân       | 30/04/1988          | Hà Nội      | SV Học viện âm nhạc Quốc gia               |
| 5      | Nguyễn Thanh Tùng     | 22/10/1992          | Hà Nội      | VĐV Wushu                                  |
| 6      | Trần Huỳnh Thanh Trúc | 04/10/1989          | Bình Dương  | Được gọi là "Bản sao Uyên Linh"            |
| 7      | Nguyễn Thanh Hưng     | 30/10/1991          | Ninh Bình   | Có khả năng tự sáng tác                    |
| 8      | Phạm Hồng Phước       | 13/05/1991          | TP HCM      | MC, SV Trường Đại học Sư phạm TPHCM        |
| 9      | Ya Suy                | 07/01/1987          | Lâm Đồng    | Người dân tộc Churu                        |
| 10     | Nguyễn Hương Giang    | 29/12/1991          | Hà Nội      | Người chuyển đổi giới tính                 |

### Vòng Gala
Bắt đầu từ mùa giải thứ 4 đêm trình diễn và đêm công bố kết quả sẽ cách nhau 1 tuần để khán giả có nhiều thời gian để bình chọn cho thí sinh. BGK có 1 quyền cứu duy nhất 1 thí sinh bị loại trước khi xác định Top 5 chung cuộc.
- Giám khảo vòng Gala: Quốc Trung, Mỹ Tâm, Nguyễn Quang Dũng

Chú giải về màu sắc:

#### Gala 1: Tôi là ai
- Người hướng dẫn: Uyên Linh và Quốc Thiên

##### Đêm thi
| Thứ tự | Thí sinh              | Bài hát (Sáng tác)                     | Kết quả   |
| ------ | --------------------- | -------------------------------------- | --------- |
| 1      | Trần Huỳnh Thanh Trúc | Vài lần đón đưa (Trần Lê)              | An toàn   |
| 2      | Nguyễn Thanh Hưng     | Cánh đồng tình yêu (Nguyễn Thanh Hưng) | Bị loại   |
| 3      | Nguyễn Hương Giang    | Đừng ngoảnh lại (Lưu Hương Giang)      | Cao nhất  |
| 4      | Phạm Hồng Phước       | Buổi sáng ở Ciao cafe (Võ Thiện Thanh) | An toàn   |
| 5      | Cao Thanh Thảo My     | Tôi tìm thấy tôi (Đức Trí)             | An toàn   |
| 6      | Nguyễn Anh Quân       | Ngày không mưa (Quốc Trung)            | Nguy hiểm |
| 7      | Nguyễn Thanh Tùng     | Nuối tiếc (Hồ Hoài Anh)                | An toàn   |
| 8      | Hoàng Quyên           | Chiếc lá vô tình (Bảo Chấn)            | Cao nhì   |
| 9      | Nguyễn Thị Bảo Trâm   | Tình xô mãi đời ta (Võ Thiện Thanh)    | Nguy hiểm |
| 10     | Ya Suy                | Lặng thầm một tình yêu (Thanh Bùi)     | An toàn   |

##### Đêm trình diễn và công bố kết quả Gala 1
- Nhóm nữ biểu diễn: Rung động (Nguyễn Đức Cường)
- Nhóm nam biểu diễn: Mưa rơi lặng thầm (Lê Việt Khánh)
- Ca sĩ khách mời biểu diễn: Chuyện tình nhà thơ (Văn Mai Hương), Xin chào, xin chào (Quốc Thiên)
- Ca khúc chia tay: Tìm về lời ru (Thanh Hưng)

#### Gala 2: Nhịp đập sôi động
- Người hướng dẫn: Mỹ Tâm

##### Đêm thi
| Thứ tự | Thí sinh              | Bài hát (Sáng tác)                   | Kết quả   |
| ------ | --------------------- | ------------------------------------ | --------- |
| 1      | Cao Thanh Thảo My     | Không yêu không yêu (Mỹ Tâm)         | An toàn   |
| 2      | Nguyễn Anh Quân       | Nam nhi (Nguyễn Dân)                 | An toàn   |
| 3      | Trần Huỳnh Thanh Trúc | Đừng nói và đừng hứa (Đức Trí)       | Bị loại   |
| 4      | Nguyễn Thanh Tùng     | Phố cổ (Nguyễn Duy Hùng)             | An toàn   |
| 5      | Nguyễn Hương Giang    | Tình xót xa thôi (Lê Quang)          | Cao nhất  |
| 6      | Hoàng Quyên           | Bàn tay trắng (Nguyễn Hải Phong)     | An toàn   |
| 7      | Phạm Hồng Phước       | Chuyện thường ngày (Phạm Hồng Phước) | Nguy hiểm |
| 8      | Ya Suy                | Trở về (Nguyễn Dân)                  | Nguy hiểm |
| 9      | Nguyễn Thị Bảo Trâm   | Đời bỗng vui (Đức Trí)               | Cao nhì   |

##### Đêm trình diễn và công bố kết quả Gala 2
- Nhóm biểu diễn: Anh trôi về em (Huy Tuấn)
- Nhóm biểu diễn: Như là mơ (Dương Khắc Linh)
- Ca sĩ khách mời biểu diễn: Thời gian (P.A.K Band), Cơn mưa ngang qua (Sơn Tùng MTP)
- Ca khúc chia tay: Lời của ánh mắt (Huy Tuấn)

#### Gala 3: We Are the World
- Người hướng dẫn: Michael Bones (Đến từ trung tâm Anh ngữ Quốc tế Apollo): phần phát âm Tiếng Anh, cùng với Thanh Bùi và ca sĩ - nhạc công Curtis Kings: phần xử lý ca khúc và trình bày bài hát quốc tế.
- Bắt đầu từ Liveshow 3 sân khấu Vietnam Idol có sự thay đổi về màu sắc, vị trí phòng chờ của thí sinh.

##### Đêm thi
| Thứ tự | Thí sinh            | Bài hát (Sáng tác)                                         | Kết quả   |
| ------ | ------------------- | ---------------------------------------------------------- | --------- |
| 1      | Phạm Hồng Phước     | Miss kiss kiss bang (Alex Christensen and Oscar Loya)      | Bị loại   |
| 2      | Cao Thanh Thảo My   | The Climb (Miley Cyrus)                                    | Cao nhất  |
| 3      | Nguyễn Hương Giang  | Tell me your wish (SNSD)                                   | Cao nhì   |
| 4      | Ya Suy              | Hello (Lionel Richie)                                      | An toàn   |
| 5      | Nguyễn Thanh Tùng   | Feeling Good (Michael Buble)                               | An toàn   |
| 6      | Nguyễn Anh Quân     | Unchained melody (Righteous Brothers)                      | Nguy hiểm |
| 7      | Nguyễn Thị Bảo Trâm | Mercy (Duffy)                                              | An toàn   |
| 8      | Hoàng Quyên         | Move (Jennifer Holliday, Sheryl Lee Ralph, Loretta Devine) | An toàn   |

##### Đêm trình diễn và công bố kết quả Gala 3
- Ca sĩ khách mời biểu diễn: Trắng Đen (Mỹ Tâm), Born This Way (Uyên Linh)
- Nhóm biểu diễn: Rain Over Me (Armando C. Perez, RedOne, Marc Anthony, Bilal "The Chef" Hajji, AJ Janussi, Rachid Aziz)
- MV nhóm: The Lazy Song (Bruno Mars, K'naan, The Smeezingtons)
- Ca khúc chia tay: Chính là em (Hồng Phước)

#### Gala 4: Đêm nhạc tác giả: Đức Trí và Lưu Thiên Hương
- Người hướng dẫn: Đức Trí, Lưu Thiên Hương

##### Đêm thi
| Thứ tự | Thí sinh            | Bài hát (Sáng tác)                  | Kết quả   |
| ------ | ------------------- | ----------------------------------- | --------- |
| 1      | Nguyễn Thị Bảo Trâm | Khi giấc mơ về (Đức Trí)            | Nguy hiểm |
| 2      | Nguyễn Thanh Tùng   | Chàng sơ mi (Lưu Thiên Hương)       | Nguy hiểm |
| 3      | Ya Suy              | Anh sẽ nhớ mãi (Đức Trí)            | Cao nhì   |
| 4      | Hoàng Quyên         | Hẹn gặp lại anh (Lưu Thiên Hương)   | An toàn   |
| 5      | Nguyễn Anh Quân     | Người hát tình ca (Lưu Thiên Hương) | Bị loại   |
| 6      | Cao Thanh Thảo My   | Từng ngày dài (Đức Trí)             | An toàn   |
| 7      | Nguyễn Hương Giang  | Vì em yêu anh (Đức Trí)             | Cao nhất  |

##### Đêm trình diễn và công bố kết quả Gala 4
- Ca sĩ khách mời biểu diễn: Vắng em (Noo Phước Thịnh), Greatest love of all (Tùng Dương)
- Nhóm biểu diễn: Mash-up Ghen - Giận anh (Lưu Thiên Hương, Đức Trí)
- MV nhóm: 24 giờ 7 ngày (Huy Tuấn)
- Ca khúc chia tay: Gửi ngàn lời yêu (Minh Vương, Lê Việt Khánh)

#### Gala 5: Đêm nhạc tác giả: Anh Quân và Võ Thiện Thanh
- Người hướng dẫn: Anh Quân và Võ Thiện Thanh

##### Đêm thi
| Thứ tự | Thí sinh          | Bài hát (Sáng tác)                 | Kết quả   |
| ------ | ----------------- | ---------------------------------- | --------- |
| 1      | Ya Suy            | Lại gần bên anh (Anh Quân)         | Cao nhất  |
| 2      | Hương Giang       | Bóng mây qua thềm (Võ Thiện Thanh) | Cao nhì   |
| 3      | Thanh Tùng        | Tiếng dương cầm (Anh Quân)         | An toàn   |
| 4      | Hoàng Quyên       | Chuông gió (Võ Thiện Thanh)        | Được cứu  |
| 5      | Bảo Trâm          | Hãy cho em gần bên anh (Anh Quân)  | An toàn   |
| 6      | Cao Thanh Thảo My | Ngày của tôi (Võ Thiện Thanh)      | Nguy hiểm |

##### Đêm trình diễn và công bố kết quả Gala 5
- Ca sĩ khách mời biểu diễn: Tôi mơ (Quang Linh và Top 6), Gửi anh (Mỹ Linh)
- Nhóm biểu diễn: Mash-up Tóc ngắn - Tóc hát (Anh Quân, Võ Thiện Thanh)
- MV nhóm: Con đường em mơ (Võ Thiện Thanh)
- Ca khúc chia tay: Mong anh về (Dương Cầm)

#### Gala 6: Đêm không tình ca (Đề tài xã hội)
- Người hướng dẫn: Hồng Nhung

##### Đêm thi
| Thứ tự | Thí sinh          | Bài hát (Sáng tác)           | Kết quả   |
| ------ | ----------------- | ---------------------------- | --------- |
| 1      | Hương Giang       | Taxi (Nguyễn Hải Phong)      | An toàn   |
| 2      | Thanh Tùng        | Lời ru cho con (Xuân Phương) | Bị loại   |
| 3      | Cao Thanh Thảo My | Trả lại cho em (Dương Cầm)   | Bị loại   |
| 4      | Hoàng Quyên       | Giấc mơ của tôi (Anh Quân)   | Cao nhất  |
| 5      | Ya Suy            | Chào buổi sáng (Nguyễn Dân)  | Cao nhì   |
| 6      | Bảo Trâm          | Vòng tròn (Võ Thiện Thanh)   | Nguy hiểm |

##### Đêm trình diễn và công bố kết quả Gala 6
- Ca sĩ khách mời biểu diễn: Hà Nội trà đá vỉa hè (Đinh Mạnh Ninh), Papa (Hồng Nhung)
- Nhóm biểu diễn: Santa Claus Is Coming to Town (The Jackson Five)
- MV nhóm: Hòa nhịp con tim (Huy Tuấn)
- Ca khúc chia tay:  Người ở đừng về (Lê Minh Sơn), Hãy mỉm cười (Giáng Son)

#### Gala 7: Đêm hát đôi
- Người hướng dẫn: Lệ Quyên

##### Đêm thi
| Thứ tự | Thí sinh    | Bài hát 1 (Sáng tác)                         | Bài hát 2 (Sáng tác)        | Kết quả  |
| ------ | ----------- | -------------------------------------------- | --------------------------- | -------- |
| 1      | Ya Suy      | Tình về nơi đâu (Thanh Bùi, Dương Khắc Linh) | Khúc giao mùa (Huy Tuấn)    | Cao nhất |
| 2      | Hương Giang | Tình về nơi đâu (Thanh Bùi, Dương Khắc Linh) | Thềm nhà có hoa (Thanh Tâm) | Bị Loại  |
| 3      | Bảo Trâm    | Khúc giao mùa (Huy Tuấn)                     | Bay (Nguyễn Hải Phong)      | An toàn  |
| 4      | Hoàng Quyên | Bay (Nguyễn Hải Phong)                       | Thềm nhà có hoa (Thanh Tâm) | An toàn  |

##### Đêm trình diễn và công bố kết quả Gala 7
- Ca sĩ khách mời biểu diễn: Feel the beat (Suboi, Kimmese), Nỗi đau ngự trị (Lệ Quyên)
- Nhóm biểu diễn: Ngày chung đôi (Huy Tuấn)
- MV nhóm: Đừng ngồi yên trong bóng tối (Võ Thiện Thanh)
- Ca khúc chia tay: Hát cho nụ cười (Hoàng Thanh Huyền)

#### Gala 8: Đêm giám khảo
- Người hướng dẫn: Mỹ Tâm và Quốc Trung

##### Đêm thi
| Thứ tự | Thí sinh    | Bài hát tự chọn (Sáng tác)    | Bài hát do BGK chỉ định (Sáng tác) | Kết quả   |
| ------ | ----------- | ----------------------------- | ---------------------------------- | --------- |
| 1      | Bảo Trâm    | Hoa lài màu xanh (Tinna Tình) | Xin lỗi (Mỹ Tâm)                   | Bị loại   |
| 2      | Ya Suy      | Ngày xưa em đến (Anh Khang)   | Tan biến (Nguyễn Hải Phong)        | Nguy hiểm |
| 3      | Hoàng Quyên | Đừng buồn phiền (Đức Trí)     | Ngày hôm nay (Mỹ Tâm)              | An toàn   |

##### Đêm trình diễn và công bố kết quả Gala 8
- Ca sĩ khách mời biểu diễn: Giận anh & Đừng lừa dối (Phương Vy và Trường Giang), Cứ ngủ say (Nam Khánh và top 3)
- MV nhóm: Chúc mừng sinh nhật (Huy Tuấn)
- Ca khúc chia tay: Dường như ta đã (Mỹ Tâm)

#### Gala 9: Chung kết
- Người hướng dẫn: Mỹ Linh

##### Đêm thi
| Thứ tự | Thí sinh    | Bài hát có tiết tấu nhanh (Sáng tác) | Bài hát có tiết tấu chậm (Sáng tác) | Bài hát nhạc nước ngoài (Sáng tác)                                                            |
| ------ | ----------- | ------------------------------------ | ----------------------------------- | --------------------------------------------------------------------------------------------- |
| 1      | Hoàng Quyên | Mùa cây trổ lá (Đỗ Bảo)              | Người em yêu mãi (Phạm Hải Âu)      | Try It on My Own (Babyface, Jason Edmonds, Carole Bayer Sager, Aleese Simmons, Nathan Walton) |
| 2      | Ya Suy      | Viết tình ca (Tạ Quang Thắng)        | Nơi ấy (Hà Okio)                    | What I've Done (Linkin Park)                                                                  |

##### Đêm trình diễn và công bố kết quả chung cuộc
- Tiết mục dự thi của Top 2:

| Thứ tự | Thí sinh    | Bài hát song ca của Top 2 (Sáng tác)      | Bài hát đã trình bày thành công ở các vòng thi trước (Sáng tác) | Bài hát song ca với khách mời (Sáng tác)                                       | Kết quả     |
| ------ | ----------- | ----------------------------------------- | --------------------------------------------------------------- | ------------------------------------------------------------------------------ | ----------- |
| 1      | Ya Suy      | Phút giây ngọt ngào (Hải Thuận) (song ca) | Nơi tình yêu bắt đầu (Tiến Minh)                                | Tình về nơi đâu (Dương Khắc Linh, Thanh Bùi) (với Mỹ Tâm)                      | Nhà Vô Địch |
| 2      | Hoàng Quyên | Phút giây ngọt ngào (Hải Thuận) (song ca) | Và em có anh (Lee Han Boem, Quốc Bảo)                           | I’ll be there (Berry Gordy, Bob West, Hal Davis, Willie Hutch) (với Thanh Bùi) | Á Quân      |

- Tiết mục biểu diễn:

- Ngày mai nắng lên anh sẽ về (Anh Khang): Anh Quân, Thanh Tùng, Thanh Hưng, Hồng Phước
- Ơ hay (Đức Trí, Hà Quang Minh): Thanh Trúc, Bảo Trâm, Thảo My, Hương Giang
- Mưa và nỗi nhớ (Hồ Hoài Anh): Bảo Trâm & Anh Quân
- Chờ người nơi ấy (Huy Tuấn, Hà Quang Minh): Uyên Linh
- Anh mang theo mùa xuân (Phúc Bồ): Văn Mai Hương
- Ngôi sao ước mơ (Anh Minh): Hồng Phước, Bảo Trâm, Thanh Tùng, Hương Giang, Thảo My, Thanh Hưng, Thanh Trúc, Anh Quân
- Liên khúc Đánh thức bình minh & Trắng đen (Mỹ Tâm, Trần Tuấn Anh): Mỹ Tâm
- Ca khúc chiến thắng: Giây phút khát khao (Huy Tuấn, Hà Quang Minh): Ya Suy

## Thứ tự bị loại
| Nữ | Nam | Top 10 | Đặc cách | Top 16 | Chiến thắng |

| An toàn | An toàn 1 | An toàn 2 | Bị loại | Bỏ cuộc | Giám khảo cứu |

| Vòng: | Vòng:                 | Bán kết  | Đặc cách | Chung kết | Chung kết | Chung kết | Chung kết | Chung kết | Chung kết | Chung kết | Chung kết | Chung kết    |  |  |  |  |  |  |  |  |  |  |  |  |
| Tuần: | Tuần:                 | 28/09    | 28/09    | 12/10     | 26/10     | 09/11     | 23/11     | 07/12     | 21/12     | 04/01     | 18/01     | 25/01, 01/02 |  |  |  |  |  |  |  |  |  |  |  |  |
| TT    | Thí sinh              | Kết quả  | Kết quả  | Kết quả   | Kết quả   | Kết quả   | Kết quả   | Kết quả   | Kết quả   | Kết quả   | Kết quả   | Kết quả      |  |  |  |  |  |  |  |  |  |  |  |  |
| 1     | Ya Suy                | Top 10   | —        |           | At 3      |           |           |           |           | At 3      | (*)       | Nhà Vô Địch  |  |  |  |  |  |  |  |  |  |  |  |  |
| 2     | Hoàng Quyên           | Top 10   | —        |           |           |           |           | Được cứu  |           |           |           | Á Quân       |  |  |  |  |  |  |  |  |  |  |  |  |
| 3     | Bảo Trâm              | Top 10   | —        | At 3      |           |           | At 3      |           |           | At 3      | Loại      |              |  |  |  |  |  |  |  |  |  |  |  |  |
| 4     | Hương Giang           | Top 10   | —        |           |           | At 3      |           | At 3      | At 3      | Loại      |           |              |  |  |  |  |  |  |  |  |  |  |  |  |
| 5-6   | Cao Thanh Thảo My     | Đặc cách | Top 10   |           |           |           |           | At 3      | Loại      |           |           |              |  |  |  |  |  |  |  |  |  |  |  |  |
| 5-6   | Nguyễn Thanh Tùng     | Top 10   | —        |           |           |           | At 3      |           | Loại      |           |           |              |  |  |  |  |  |  |  |  |  |  |  |  |
| 7     | Nguyễn Anh Quân       | Top 10   | —        | At 3      |           | At3       | Loại      |           |           |           |           |              |  |  |  |  |  |  |  |  |  |  |  |  |
| 8     | Phạm Hồng Phước       | Top 10   | —        |           | At 3      | Loại      |           |           |           |           |           |              |  |  |  |  |  |  |  |  |  |  |  |  |
| 9     | Trần Huỳnh Thanh Trúc | Top 10   | —        |           | Loại      |           |           |           |           |           |           |              |  |  |  |  |  |  |  |  |  |  |  |  |
| 10    | Nguyễn Thanh Hưng     | Đặc cách | Top 10   | Loại      |           |           |           |           |           |           |           |              |  |  |  |  |  |  |  |  |  |  |  |  |
| 11-12 | Đinh Đức Thảo         | Đặc cách | Loại     |           |           |           |           |           |           |           |           |              |  |  |  |  |  |  |  |  |  |  |  |  |
| 11-12 | Trần Thanh Huyền      | Đặc cách | Loại     |           |           |           |           |           |           |           |           |              |  |  |  |  |  |  |  |  |  |  |  |  |
| 13-16 | Nguyễn Thị Thu Hà     | Loại     |          |           |           |           |           |           |           |           |           |              |  |  |  |  |  |  |  |  |  |  |  |  |
| 13-16 | Lê Huệ Thương         | Loại     |          |           |           |           |           |           |           |           |           |              |  |  |  |  |  |  |  |  |  |  |  |  |
| 13-16 | Biện Tấn Phát         | Loại     |          |           |           |           |           |           |           |           |           |              |  |  |  |  |  |  |  |  |  |  |  |  |
| 13-16 | Nguyễn Duy Khánh      | Loại     |          |           |           |           |           |           |           |           |           |              |  |  |  |  |  |  |  |  |  |  |  |  |

(*) Ya Suy xin ngừng cuộc chơi và nhường vé cho Bảo Trâm nhưng không được Ban giám khảo đồng ý.

## Các khách mời biểu diễn trong các đêm công bố kết quả
| Tuần       | Người biểu diễn     | Nhan đề                            | Kiểu biểu diễn |
| ---------- | ------------------- | ---------------------------------- | -------------- |
| Top 16     | MTV featuring Karik | Nói chung là... (Chuyện thằng say) | trực tiếp      |
| Top 10     | Văn Mai Hương       | Chuyện tình nhà thơ                | trực tiếp      |
| Top 10     | Quốc Thiên          | Xin chào! Xin chào!                | trực tiếp      |
| Top 9      | P.A.K Band          | Thời gian                          | trực tiếp      |
| Top 9      | MT-P                | Cơn mưa ngang qua                  | trực tiếp      |
| Top 8      | Mỹ Tâm              | Trắng đen                          | trực tiếp      |
| Top 8      | Uyên Linh           | Born this way                      | trực tiếp      |
| Top 7      | Noo Phước Thịnh     | Vắng em                            | trực tiếp      |
| Top 7      | Tùng Dương          | Greatest love of all               | trực tiếp      |
| Top 6      | Quang Linh và Top 6 | Tôi mơ                             | trực tiếp      |
| Top 6      | Mỹ Linh             | Gửi anh                            | trực tiếp      |
| Top 6 (II) | Đinh Mạnh Ninh      | Hà Nội trà đá vỉa hè               | trực tiếp      |
| Top 6 (II) | Hồng Nhung          | Papa                               | trực tiếp      |
| Top 4      | Suboi, Kimmese      | Feel the beat                      | trực tiếp      |
| Top 4      | Lệ Quyên            | Nỗi đau ngự trị                    | trực tiếp      |
| Top 3      | Phương Vy           | Giận anh                           | trực tiếp      |
| Top 3      | Nam Khánh và Top 3  | Cứ ngủ say                         | trực tiếp      |
| Chung kết  | Top 4 nam           | Ngày mai nắng lên anh sẽ về        | trực tiếp      |
| Chung kết  | Top 4 nữ            | Ơ hay                              | trực tiếp      |
| Chung kết  | Bảo Trâm & Anh Quân | Mưa và nỗi nhớ                     | trực tiếp      |
| Chung kết  | Uyên Linh           | Chờ người nơi ấy                   | trực tiếp      |
| Chung kết  | Văn Mai Hương       | Anh mang theo mùa xuân             | trực tiếp      |
| Chung kết  | Top 8               | Ngôi sao ước mơ                    | trực tiếp      |
| Chung kết  | Mỹ Tâm              | LK Đánh thức bình minh - Trắng Đen | trực tiếp      |

## Chỉ trích

### Thí sinh nói xấu
Thí sinh Thanh Trúc tại Top 10 cuộc thi đã bị dư luận chỉ trích vì phát ngôn chê bai thí sinh của một cuộc thi khác (thí sinh Bảo Anh của cuộc thi Giọng hát Việt với ca khúc Everytime trong đêm liveshow 1). Giám khảo Quang Dũng ngay sau đó trong đêm công bố Top 10 đã công khai nhắc nhở thí sinh này. Thanh Trúc sau đó đã chính thức đưa ra lời xin lỗi. Tuy nhiên không lâu sau khi rời khỏi cuộc thi, cô lại tiếp tục có những lời bình luận không hay về trang phục trong một phần trình diễn của giám khảo Mỹ Tâm trong ca khúc mới "Trắng đen" diễn đêm công bố kết quả Liveshow 3 tại trang cá nhân của mình.

### Thí sinh có hoàn cảnh đặc biệt tiến sâu
Mặc dù tạo được sự ấn tượng bởi phong cách trình diễn và sự tiến bộ qua từng đêm thi nhưng việc Hương Giang (thí sinh chuyển giới) và Yasuy (thí sinh là người dân tộc thiểu số) với giọng hát không ấn tượng tiến sâu vào đến Top 4 và nhà vô địch cuộc thi đã làm nhiều người lên án chỉ trích chương trình và hai thí sinh này.